# Charles Willing Beale
Charles Willing Beale (Washington, D. C., 9 de diciembre de 1845 - Arden, Carolina del Norte, 16 de agosto de 1932) fue un ingeniero civil estadounidense, propietario de hotel y escritor de novelas de terror y ciencia ficción.
Su obra más conocida es The Ghost of Guir House (El fantasma de la mansión Guir, 1897).

## Biografía
Charles Willing Beale nació en el condado de Washington, Pensilvania, el 9 de diciembre de 1845. A la edad de dieciséis años se graduó como ingeniero civil en la Universidad de Pensilvania y ejerció de topógrafo para el ferrocarril del Pacífico durante varios años.
En 1869 se estableció en el oeste de Carolina del Norte y probó suerte con varios proyectos empresariales. Finalmente construyó y dirigió un hotel que contó entre sus huéspedes con los presidentes Woodrow Wilson y Theodore Roosevelt, el escritor Mark Twain y otros muchos notables.

## Obras publicadas
En el ámbito literario, se mostró profundamente interesado por la civilización y costumbres de los pueblos orientales y por las llamadas ciencias ocultas; practicaba el hipnotismo y pasaba largas horas en silenciosa meditación a fin de desarrollar su técnica contemplativa.
También escribió considerablemente, contribuyendo con muchas piezas cortas a diversas publicaciones periódicas a finales del siglo XIX. No obstante, solo vio publicadas dos de sus novelas The Ghost of Guir House (1987) y The Secret of the Earth (1898). También es obra suya Miss Jack, of Tibet (1910).